# Rugby sevens nos Jogos Mundiais de 2009

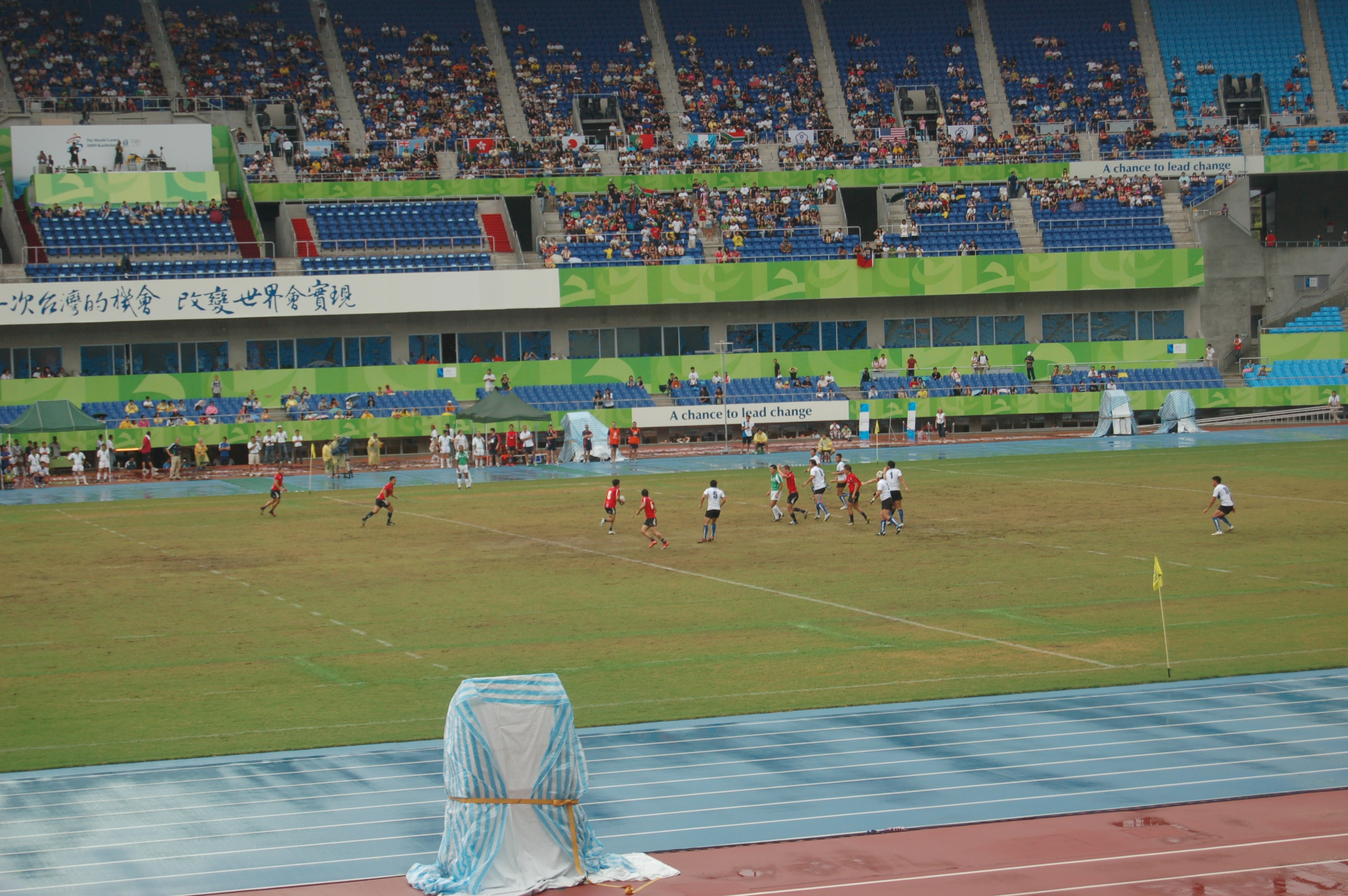
Partida semifinal entre Taipé Chinês e Hong Kong.

As competições do rugby sevens nos Jogos Mundiais de 2009 ocorreram entre 24 e 25 de julho no World Games Stadium. A modalidade foi disputada apenas por homens.

## Quadro de medalhas
| Ordem | País          | Medalha de ouro | Medalha de prata | Medalha de bronze |   |
| ----- | ------------- | --------------- | ---------------- | ----------------- | - |
| 1     | Fiji          | 1               |                  |                   | 1 |
| 2     | Portugal      |                 | 1                |                   | 1 |
| 3     | África do Sul |                 |                  | 1                 | 1 |
| TOTAL | TOTAL         | 1               | 1                | 1                 | 3 |

## Medalhistas
|  | Fiji |  | Portugal |  | África do Sul |
|  | Seremaia Burotu Pio Tuwai Sean Briani Morrell Apisai Naiyabo Suliasi Ramasima Ratuemosi Vucago Jiuta Lutumailagi Nasoni Rokobiau Watisoni Votu Orisi Sareki Peni Rokodiva Ratu Maravunawasawasa |  | Sebastião Cunha Bernardo Silveira Diogo Mateus Pedro Leal Manuel Costa Pedro Silva Gonçalo Foro Frederico Oliveira Francisco Serra Ricardo Jorge Vitor Dias Hugo Valente Veltioven Tavares |  | Mpho Mbiyozo Chase Minnaar Francis Horne Cecil Afrika Johannes Powell Kyle Brown Renfred Dazel Ryno Benjamin Philippus Snyman Mzwandile Stick Marius Schoeman Paul Delport |

## Resultados

### Primeira fase
| 1 | Argentina |
| 2 | Fiji      |
| 3 | Japão     |
| 4 | Hong Kong |

| Horário     | Jogo      | Jogo  | Jogo      |
| ----------- | --------- | ----- | --------- |
| 24 de julho |           |       |           |
| 14:00       | Fiji      | 26-10 | Hong Kong |
| 14:25       | Argentina | 15-5  | Japão     |
| 16:10       | Fiji      | 19-10 | Japão     |
| 1:35        | Argentina | 31-0  | Hong Kong |
| 18:05       | Fiji      | 7-17  | Argentina |
| 18:30       | Japão     | 20-5  | Hong Kong |

| 1 | África do Sul  |
| 2 | Portugal       |
| 3 | Taipé Chinesa  |
| 4 | Estados Unidos |

| Horário     | Jogo           | Jogo  | Jogo           |
| ----------- | -------------- | ----- | -------------- |
| 24 de julho |                |       |                |
| 14:50       | África do Sul  | 29-0  | Taipé Chinês   |
| 15:15       | Estados Unidos | 7-22  | Portugal       |
| 17:00       | África do Sul  | 7-5   | Portugal       |
| 17:25       | Estados Unidos | 17-22 | Taipé Chinês   |
| 18:55       | África do Sul  | 26-7  | Estados Unidos |
| 19:20       | Portugal       | 19-5  | Taipé Chinês   |

### Segunda fase
| Horário      | Jogo          | Jogo  | Jogo           |
| ------------ | ------------- | ----- | -------------- |
| 25 de julho  |               |       |                |
| 10:00 Jogo A | África do Sul | 39-0  | Hong Kong      |
| 10:25 Jogo B | Taipé Chinesa | 5-28  | Fiji           |
| 10:50 Jogo C | Japão         | 0-17  | Portugal       |
| 11:15 Jogo D | Argentina     | 19-12 | Estados Unidos |

| Horário        | Jogo          | Jogo  | Jogo           |
| -------------- | ------------- | ----- | -------------- |
| 25 de julho    |               |       |                |
| 12:00 D5-8 (1) | Hong Kong     | 12-17 | Taipé Chinês   |
| 12:25 D5-8 (2) | Japão         | 24-29 | Estados Unidos |
| 12:50 SF (1)   | África do Sul | 7-21  | Fiji           |
| 13:15 SF (2)   | Portugal      | 19-12 | Argentina      |

#### Finais

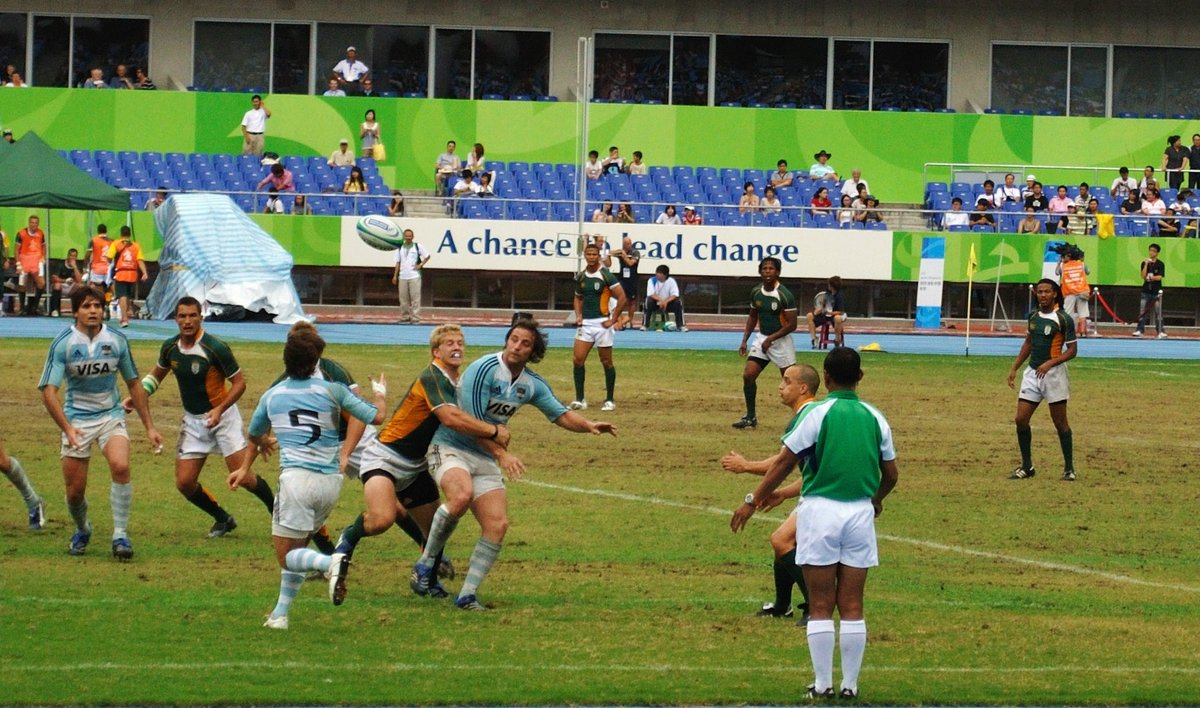
África do Sul e Argentina disputaram o terceiro lugar do torneio.

| Horário              | Jogo          | Jogo  | Jogo           |
| -------------------- | ------------- | ----- | -------------- |
| 25 de julho          |               |       |                |
| 14:00 Disp. 7º lugar | Hong Kong     | 5-19  | Japão          |
| 14:25 Disp. 5º lugar | Taipé Chinesa | 19-21 | Estados Unidos |
| 15:00 Disp. 3º lugar | África do Sul | 17-0  | Argentina      |
| 15:25 Final          | Fiji          | 43-10 | Portugal       |

### Classificação final

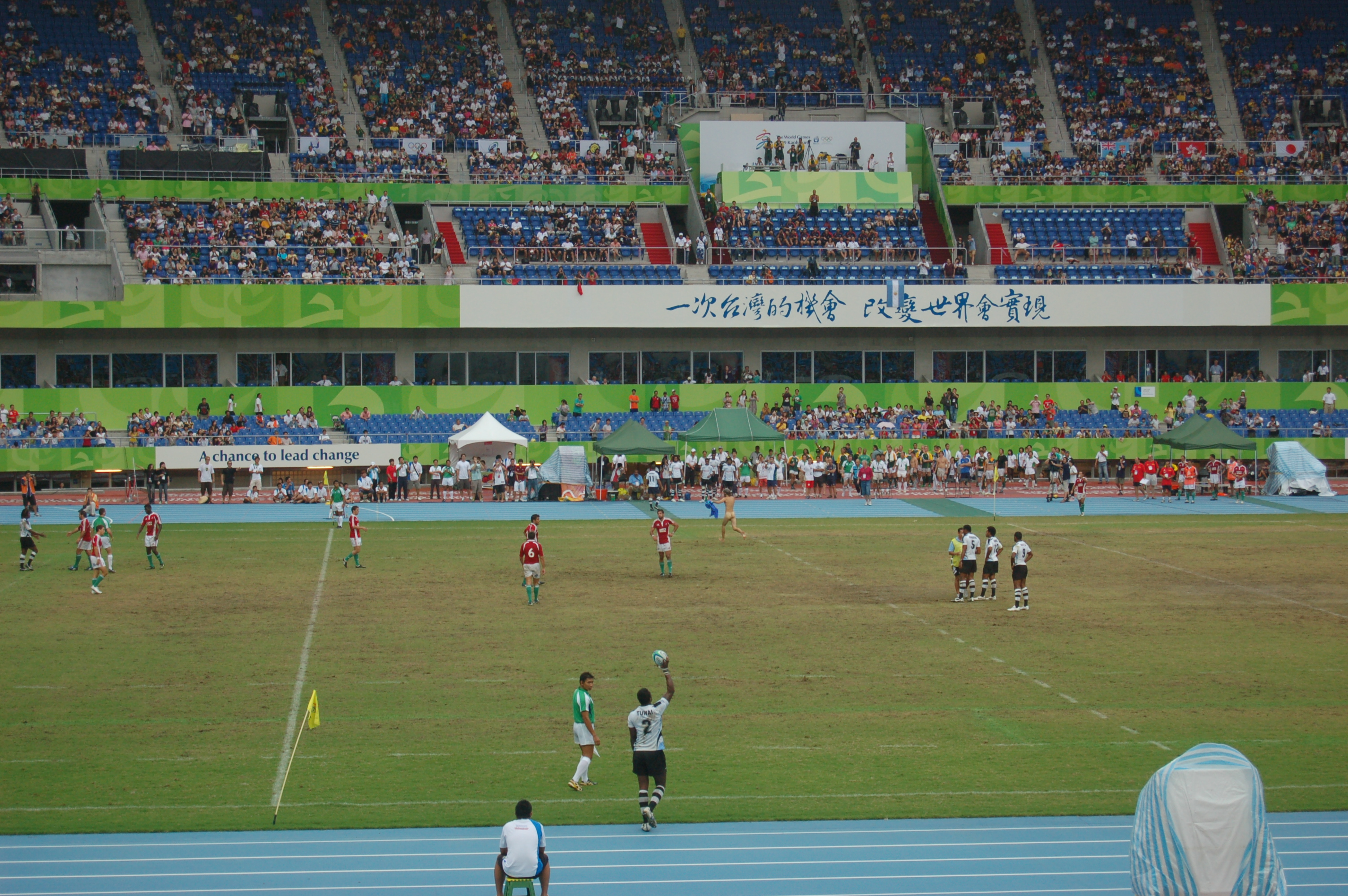
Fiji e Portugal decidiram a medalha de ouro.

| Pos. | País           |
| ---- | -------------- |
|      | Fiji           |
|      | Portugal       |
|      | África do Sul  |
| 4    | Argentina      |
| 5    | Estados Unidos |
| 6    | Taipé Chinesa  |
| 7    | Japão          |
| 8    | Hong Kong      |